# Today (canção de The Smashing Pumpkins)
"Today" é uma canção escrita por Billy Corgan, gravada pela banda The Smashing Pumpkins.
É o segundo single do segundo álbum de estúdio lançado a 27 de Julho de 1993 Siamese Dream.

## Desempenho nas paradas musicais
| Parada musical (1993)              | Posições |
| ---------------------------------- | -------- |
| Estados Unidos - Alternative Songs | 4        |
| Reino Unido - UK Singles Charts    | 44       |

## Distinções
Toda a informação adaptada de AcclaimedMusic.net.
| Publicação | País           | Distinção                                    | Ano  | Posição |
| ---------- | -------------- | -------------------------------------------- | ---- | ------- |
| Eye Weekly | Canadá         | Singles of the Year                          | 1993 | 1       |
| NME        | Reino Unido    | "Singles of the Year"                        | 1993 | 32      |
| Blender    | Estados Unidos | "The Greatest Songs Ever!"                   | 2001 | *       |
| Q          | Reino Unido    | "The 1001 Best Songs Ever" (2003)            | 2003 | 462     |
| WOXY.com   | Estados Unidos | "The 500 Best Modern Rock Songs of All Time" | 2006 | 63      |

(*) a lista não está ordenada.